# Myzomela chermesina
Myzomela chermesina е вид птица от семейство Meliphagidae. Видът е световно застрашен, със статут Уязвим.

## Разпространение
Видът е разпространен във Фиджи.